# Betty of Greystone
Betty of Greystone is een Amerikaanse dramafilm uit 1916 onder regie van Allan Dwan.

## Verhaal
Na het overlijden van haar vader gaat Betty Lockwood naar de plaats waar hij werkzaam was als huisbewaarder. Ze maakt er kennis met David Chandler, die haar vraagt om hem vaker te bezoeken. Terwijl haar moeder opnieuw trouwt, begint Betty iets te voelen voor David.

## Rolverdeling
| Acteur           | Personage      |
| ---------------- | -------------- |
| Dorothy Gish     | Betty Lockwood |
| Owen Moore       | David Chandler |
| George Fawcett   | Jim Weed       |
| Norman Selby     | Zoon van Weed  |
| Kate Bruce       |                |
| Albert Tavernier |                |
| John Beck        |                |
| Warner Richmond  |                |
| Grace Rankin     |                |
| Macey Harlam     |                |
| Eugene Ormonde   |                |
| Leonore Harris   |                |